# Simulium crenobium
Simulium crenobium es una especie de insecto del género Simulium, familia Simuliidae, orden Diptera.
Fue descrita científicamente por Knoz, 1961.